# Sébastian Roatta
Sébastian Roatta (* 1. März 1996) ist ein französischer Volleyballspieler.

## Karriere
Roatta begann seine Karriere 2010. Von 2012 bis 2014 wurde er im Nachwuchszentrum CNVB in Montpellier ausgebildet. In den nächsten beiden Jahren spielte der Mittelblocker beim Zweitligisten Cambrai Volley. Von 2011 bis 2015 spielte er außerdem in der Junioren-Nationalmannschaft. In der Saison 2016/17 war er bei SAS Volley Épinal aktiv. Danach wechselte er zum bulgarischen Erstligisten Montana Volley. Mit dem Verein wurde er bulgarischer Vizemeister. In der Saison 2018/19 spielte Roatta bei Nantes Rezé Métropole Volley. 2019 wurde er vom deutschen Bundesligisten Volleyball Bisons Bühl verpflichtet.